# Melanagromyza diantherae
Melanagromyza diantherae är en tvåvingeart som beskrevs av Malloch 1921. Melanagromyza diantherae ingår i släktet Melanagromyza och familjen minerarflugor. Inga underarter finns listade i Catalogue of Life.